# 核磁共振管

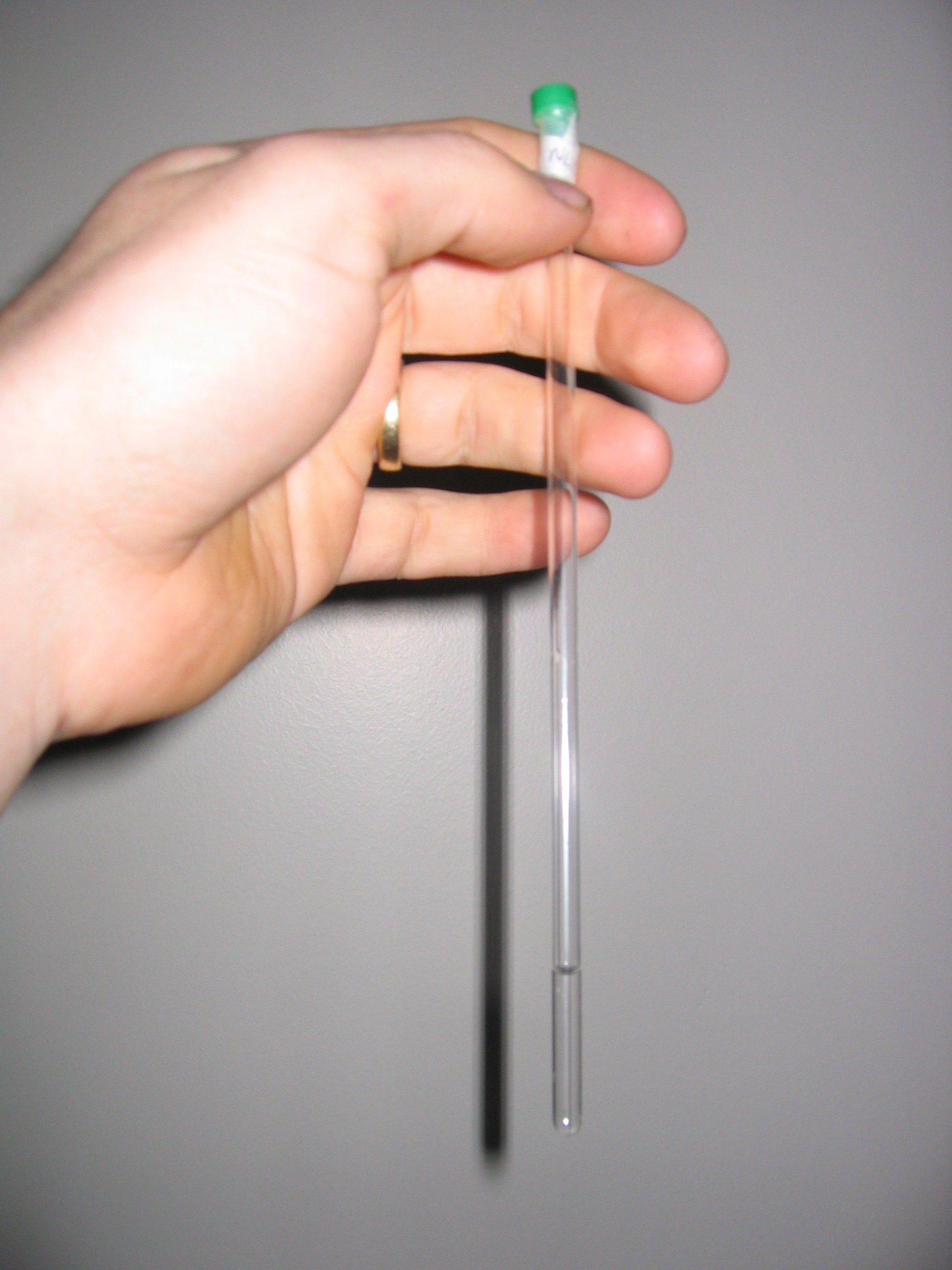
盛有无色液体样品的核磁共振管，有绿色的聚乙烯盖和Parafilm

核磁共振管（英語：NMR tube）是一种用于放置核磁共振样品，然后测试样品的核磁共振谱的薄壁玻璃管。一般的核磁共振管的长度为7到8英寸，外径为5毫米，但是也有10毫米和3毫米直径的。对核磁共振管而言，最重要的是玻璃壁的厚度要相等且进行配重，这样能够保证在测试中，核磁共振管可以保持相等的速率(通常为20赫兹)旋转，而不会发生抖动。

## 制造
核磁共振管一般是由硼玻璃制成。测量核磁共振硼谱时，会使用石英做的核磁共振管。

## 样品准备

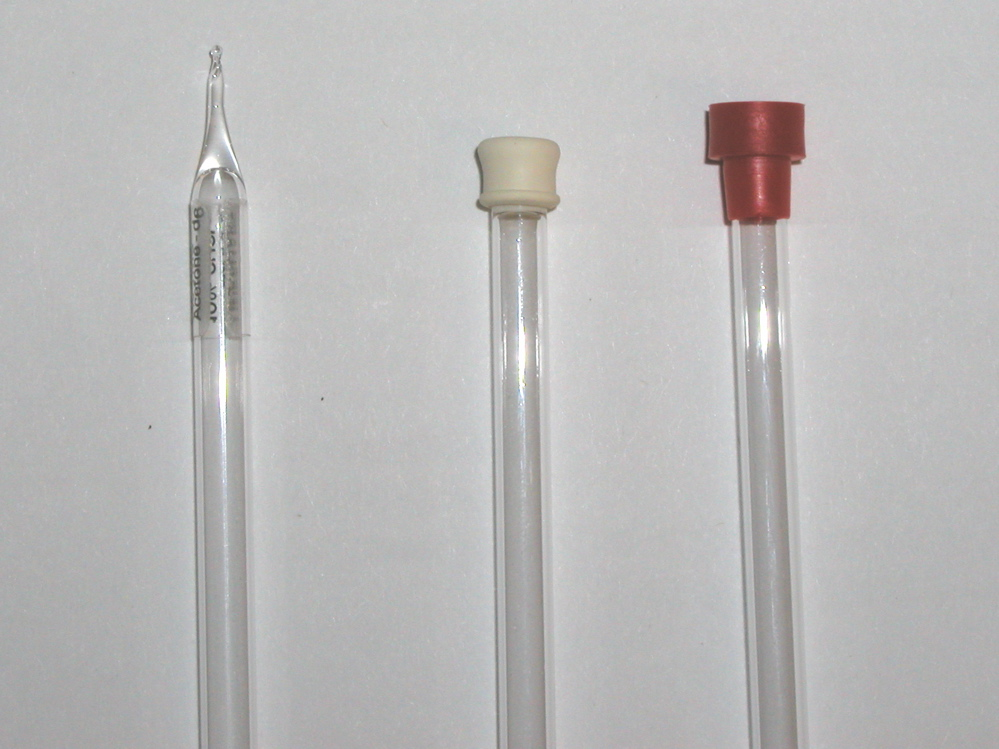
从左到右:火烧末端、橡胶塞和聚乙烯盖的核磁共振管

对于核磁共振氢谱测试，常用的溶剂是非质子溶剂氘代三氯甲烷CDCl3。将样品在超声或搅拌下溶于氘代三氯甲烷，将不溶物除去，用滴管将溶液注入核磁共振管，到4-5厘米的高度 。对蛋白质的核磁共振测试一般使用90%的水和10%的重水溶液。核磁共振管用聚乙烯盖子，用Parafilm缠绕以减少溶剂的挥发。